# Dave Jessup
Dave Jessup, właśc. David John Jessup (ur. 7 marca 1953 w Ipswich) – brytyjski żużlowiec.

## Życiorys
Od połowy lat 70. do połowy 80. XX wieku należał do ścisłej czołówki angielskich żużlowców. Dwukrotnie (1970, 1971) zdobył srebrne medale Młodzieżowych Indywidualnych Mistrzostw Wielkiej Brytanii. Sześciokrotnie stawał na podium Indywidualnych Mistrzostw Wielkiej Brytanii, zdobywając złoty (1980), 2 srebrne (1977, 1978) oraz 3 brązowe (1974, 1979, 1984) medale. Wielokrotnie reprezentował Wielką Brytanię w eliminacjach Indywidualnych Mistrzostw Świata, sześciokrotnie (1974, 1978, 1979, 1980, 1981, 1982) awansując do finałów światowych. Największy sukces w tych rozgrywkach odniósł w 1980 r. w Göteborgu, gdzie zdobył tytuł Wicemistrza Świata.
Sukcesy odnosił również w rozgrywkach drużynowych. Sześciokrotnie startował w finałach Drużynowych Mistrzostw Świata, zdobywając 3 złote (1974, 1977, 1980) oraz 3 srebrne (1978, 1981, 1983) medale. Był również trzykrotnym (1974, 1980, 1981) finalistą Mistrzostw Świata Par, w 1980 r. w Kršku zdobywając złoty medal.

## Przynależność klubowa
Wielka Brytania
- Eastbourne Eagles (1969)
- West Ham Hammers (1970)
- Wembley Lions (1970–1971)
- Leicester Lions (1972–1975)
- Reading Racers (1976–1978)
- King’s Lynn Stars (1979–1981)
- Wimbledon Dons
- Mildenhall Fen Tigers (1986–1987)